# 南船鳄属
南船鳄（学名：argochampsa）是一种古新世鳄类。
克氏南船鳄（a.kerbsi）被发现在摩洛哥，生活于古新世达宁阶至赞尼特阶，克氏南船鳄颅骨长43.3厘米。
它的前上颌骨前端宽阔及向下弯和大头鳄科及阔鼻鳄属（terminonaris）相似，但是克氏南船鳄（a.kerbsi）和大头鳄科没有半点关系。